# French appétit
S.A.R.L. French appétit (フランス語発音: [fʁɛnʃ‿apeti])は、フランスのパリに本社を置く有限会社。食品および衛生関連の日用消費財の国際小売業者および卸売業者。フランスのトラップとシャロン＝アン＝シャンパーニュに支部を構えている。
IESEG経営大学院の卒業生でデータアナリストのラフィク・ズリビによって、2023年に設立された。
当初は定期購入を通じてフランスの菓子箱の国際的な販売に焦点を置いていたが、時間が経つにつれて卸売も取り扱うようになった。